# Хазар (эпоним)
Хазар, Козар (Казариг) — легендарный первопредок народа хазар.
В письме хазарского царя Иосифа (X век) назван седьмым из десяти сыновей Тогармы — потомка библейского Ноя, наряду со старшими братьями Авиором, Турисом, Аваром, Угузом, Бизилом (Барсилом), Т-рном и младшими — З-нуром, Булгаром и Савиром. Каких-либо деяний рассказ ему не приписывает.
У Михаила Сирийского, заимствовавшего сведения из утраченной «Церковной истории» Иоанна Эфесского VI века, имеется схожий рассказ о трёх братьях, вышедших с 30 000 человек из «внутренней Скифии» от «горы Имайон», они проделали путешествие в 60 дней до реки Танаис, во время царствования византийского императора Маврикия (582—602). Старший брат Казариг вместе с другим братом, чьё имя не названо, поселился в области Берсилия в стране алан (Кавказ), а младший брат — Булгариос с разрешения императора пришёл в Мёзию и Дакию (будущую Дунайскую Болгарию).
Как полагают, эти мифы являются формой осмысления места хазар среди других народов и отражают реальные этнические процессы. На их основании исследователи делают выводы о принадлежности хазар к тюркам, первоначально подчинённом (младшем) положении среди других родственных этносов и тесной связи на раннем этапе истории с барсилами и некоторыми другими народами (савирами, булгарами), что находит многочисленные подтверждения в нарративных источниках.
«Братья» Хазар и Берсил, возможно, имеют реальных прототипов в лице вождей Кадыр Касара, и Беди Берсила, упомянутых в уйгурских исторических текстах на Тесинской и Терхинской стелах в Северной Монголии. Они принадлежали к западному крылу огузских племён, жили во 2-й пол. VI века и погибли во время междоусобиц, начавшихся после смерти первого тюркского кагана Бумына.
В персидском анонимном трактате «Моджамал ат-таварих» («Собрание историй»)  нач. XII века есть персонифицированная легенда о взаимоотношениях Хазара, Руса и Сакалаба (Славянина):
...И Славянин пришёл к Русу, чтобы там обосноваться. Рус ему ответил, что это место тесное (для нас двоих). Такой же ответ дали Кимари и Хазар. Между ними началась ссора и сражение, и Славянин бежал и достиг того места, где ныне земля славян.
Рассказывают также, что Рус и Хазар были от одной матери и отца. Затем Рус вырос и, так как не имел места, которое ему пришлось бы по душе, написал письмо Хазару и попросил у того часть его страны, чтобы там обосноваться. Рус искал и нашёл место себе. Остров не большой и не маленький, с болотистой почвой и гнилым воздухом; там он и обосновался.
Место то лесистое и труднодоступное, и никогда ни один человек не достигал того места, разве что Гуштасф по приказу отца своего Лехрасфа в то время, когда Кей-хосров его послал к хазарам и аланам, и об этом будет сказано в своём месте, если захочет Бог.

### Комментарии
1. ↑  Написана не позднее 587 года.

### Сноски
1. ↑   КНИГА ИОСИППОН. ТАБЛИЦА НАРОДОВ Архивная копия от 25 мая 2011 на Wayback Machine Тогарма составляют десять родов 2, от них Козар 3, Пецинак 4, Алан 5, Булгар, Канбина 6, Турк 7, Буз 8, Захук 9, Уф 10, Толмац 11.
2. ↑  Коковцов П. К. Еврейско-хазарская переписка в X веке. — Л., 1932. — С. 74. Дата обращения: 15 апреля 2019. Архивировано 22 апреля 2009 года.
3. ↑  Артамонов М. И. История хазар.— Л., 1962. — С. 128. Дата обращения: 29 января 2024. Архивировано 29 января 2024 года.
4. ↑  Mark Dickens, «The Three Scythian Brothers: an Extract from the Chronicle of Michael the Great Архивировано 26 июня 2019 года.» Архивная копия от 27 мая 2023 на Wayback Machine, Parole de l'Orient. Academia.edu 35. (2010), p. 3-4  (англ.).
5. ↑  Кляшторный С. Г. Азиатский аспект ранней истории хазар // Хазары. Khazars. — М., 2005. — С. 259—264.
6. ↑   А. П. Новосельцев  ВОСТОЧНЫЕ ИСТОЧНИКИ О ВОСТОЧНЫХ СЛАВЯНАХ И РУСИ VI—IX вв. Дата обращения: 29 сентября 2018. Архивировано 14 апреля 2020 года.